# Lindsay De Vylder
Lindsay De Vylder (30 mei 1995) is een Belgisch baan- en wegwielrenner die anno 2019 rijdt voor Sport Vlaanderen-Baloise. De beloftevolle renner maakt sinds zijn vijftien jaar deel uit van de selectie van de nationale wielerploeg en wordt aanzien als een van de talenten in het Belgische wielermilieu. De Vylder is een vaste waarde in het nationale pisteteam met Moreno De Pauw, Kenny De Ketele, Robbe Ghys en Gerben Thijssen. Hij werd in 2024 wereldkampioen omnium.
2011 en 2013 werden zijn belangrijkste jeugdjaren. In 2011 behaalde De Vylder 3 bronzen en 4 gouden medailles bij de nieuwelingen. In 2013 was hij veelwinnaar op de nationale kampioenschappen baanwielrennen voor junioren door zeven gouden medailles en één bronzen te winnen. Op het Europese kampioenschap won hij dat jaar zelfs het omnium.
In 2019 deed De Vylder zijn kunstjes nog eens over bij de profs, en behaalde de Belgische titels op de scratch, ploegkoers én het omnium.

## Privé
De Vylder kreeg duidelijk het wielrennen mee via de genen. Langs beide zijden van de familie vond Lindsay De Vylder toppers in het wielermilieu terug. Langs vaderskant is de Vylder aangetrouwde familie van Daniël Van Damme, een voormalig Belgisch veldrijder en broer van zesvoudig Belgisch Kampioen in het veld Albert Van Damme. Via de andere familietak kan De Vylder rekenen op familiale banden met zesdaagse-specialist Etienne De Wilde.
De Vylder combineerde sinds het derde middelbaar volop school en topsport op de Topsportschool in Gent en werd samen met Jonas Rickaert en Otto Vergaerde aanzien als de toekomstige piste generatie van België. De Vylder startte nadien met een opleiding Landmeter aan de Hogeschool Gent.

## Jeugd

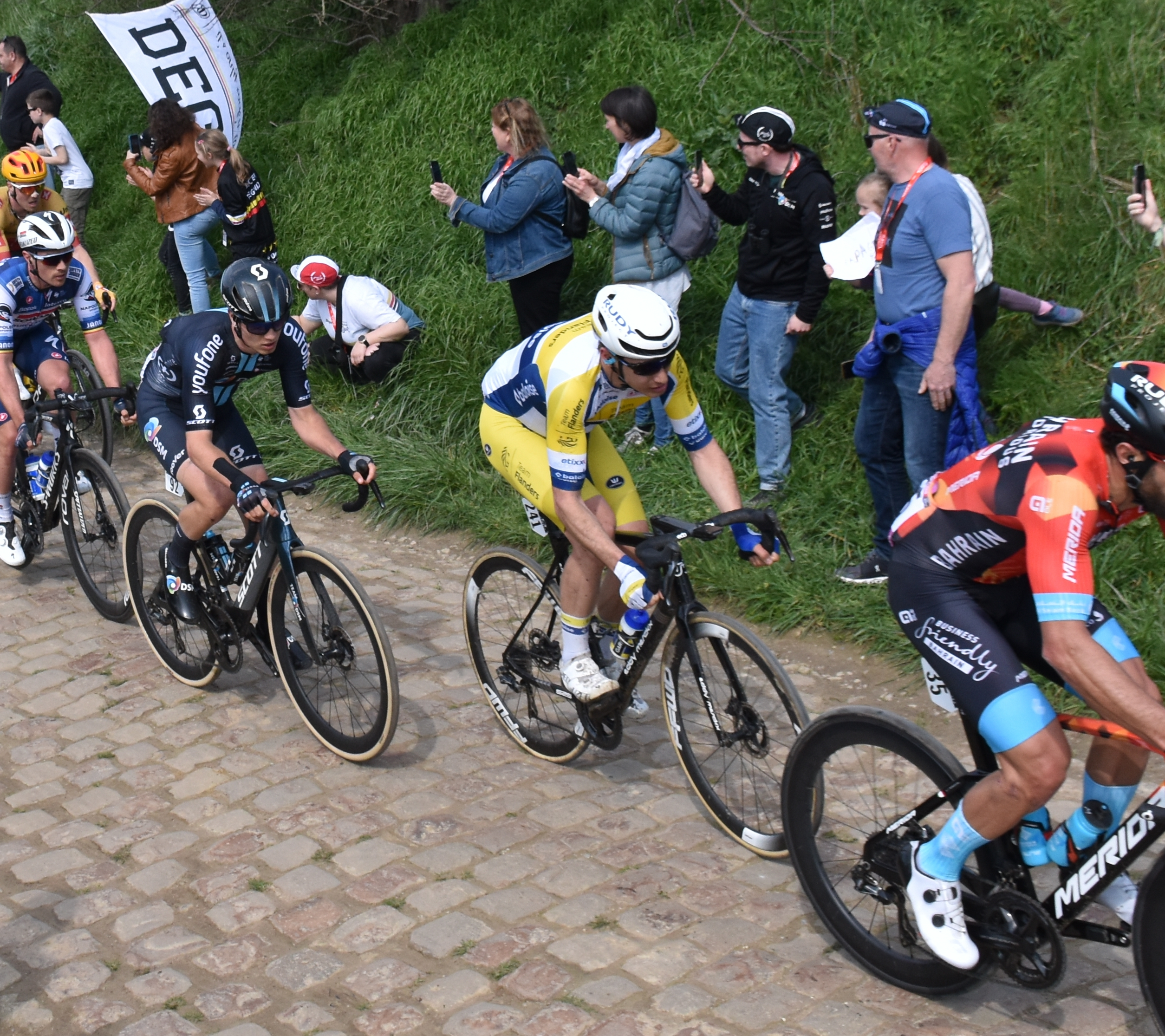
Paris-Roubaix 2023 - Secteur pavé de Quiévy à Saint-Python - N° 241 Linrsay de Vylder.

### Miniemen en aspiranten (11-14)
De Vylder kreeg de microbe van het wielrennen te pakken op 11-jarige leeftijd, waar de jonge renner begon bij de Gentse wielerclub AH-gentse rijschool. Al tijdens zijn eerste winterseizoen spreidde de Laarnenaar zijn talenten ten toon door de Belgische titel op de piste te veroveren bij de aspiranten. Nog op zijn twaalfde wist De Vylder het goud te behalen op de weg tijdens het Provinciaal Kampioenschap Oost-Vlaanderen in Zwijnaarde. De Vylder wist leeftijdsgenoten Jochem Roegiers en Lode De Smet Van Damme achter zich te houden.
Ook in het daaropvolgende jaar viel De Vylder opnieuw in de prijzen op het Oost-Vlaams Provinciaal Kampioenschap, ditmaal met een zilveren medaille. Jochem Roegiers (1e) en Dieter Verwilst (3e) vervolledigden het podium.

### Nieuwelingen (15-16)
De Vylder wist als eerstejaars nieuweling een overgang naar een nieuwe ploeg te verzilveren en vervolgde zijn jeugdcarrière bij Cycling Team Menen. Tijdens het eerste jaar nieuweling wist de renner meteen weer indruk te maken met 4 medailles tijdens de provinciale en nationale kampioenschappen. De Vylder won aan de zijde van James Baeyens, Dieter Verwilst en Tiesj Benoot brons op het Belgische kampioenschap ploegenachtervolging. Ook in de ploegsprint behaalden Verwilst, Benoot en De Vylder de bronzen medaille. Later dat jaar veroverde De Vylder ook nog het zilver op de individuele tijdrit op de weg en won in Oosterzele het provinciaal kampioenschap wegwielrennen Oost-Vlaanderen.
In het tweede jaar Nieuweling reeg De Vylder de prijzen aan elkaar. Voornamelijk op de piste kende het jonge talent geen tegenstand. Hij begon het jaar al fantastisch met een gouden medaille en de bijhorende Belgische titel op het prestigieuze Omnium. Later die maand behaalde De Vylder nog tweemaal brons in de sprint en de 500 meter. Beide nummers werden gewonnen door Timothy Joseph. Enkele dagen later nam De Vylder meteen revanche met een gouden medaille in de ploegenachtervolging aan de zijde van Christian Figorilli en Dieter Verwilst. In de ploegsprint kwam De Vylder samen met Figorilli opnieuw op het podium na een derde plaats. Enkele dagen later behaalde De Vylder net als in de ploegenachtervolging ook in de individuele achtervolging het hoogste schavot en mocht als kers op de taart met Figorilli ook de ploegkoers (Madison) op zijn naam schrijven. De Vylder sloot het pisteseizoen met maar liefst 7 medailles af op de Belgische kampioenschappen, waaronder 4 gouden.
Ook op het wegseizoen viel de Oost-Vlaming opnieuw in de prijzen. Met een bronzen medaille op de weg en een gouden medaille in de tijdrit toonde De Vylder zich sterk in de Oost-Vlaamse kampioenschappen.

### Junioren (17-18)
Als Junior stapte De Vylder over naar een nieuwe ploeg, zijn laatste twee jeugdjaren reed de Oost-Vlaming voor Avia Cycling Team. De Vylder bewees opnieuw zijn talent op de piste, door als eerstejaars Junior maar liefst 4 medailles te veroveren. Brons in de ploegkoers aan de zijde van Christian Figorilli, brons in de scratch en ook in de ploegenachtervolging waar hij een team vormde met Matthias Van Beethoven, Killian Michiels en Miel Pyfferoen. De Vylder sloot het Belgisch kampioenschap af met zilver op de ploegsprint. Ook op de weg mocht hij nog vieren op de Oost-Vlaamse kampioenschappen, waar hij het brons wegkaapte.
In het daaropvolgende seizoen trok De Vylder alle registers open. De junior heerste over de Belgische kampioenschappen en kaapte maar liefst 8 medailles weg, waarvan 7 gouden en 1 brons. De Vylder eindigde derde in de sprint, die werd gewonnen door Jordy Vrancken. Gouden medailles behaalde hij in de ploegsprint, de ploegenachtervolging, de scratch, de Puntenkoers, de invididuele achtervolging, de kilometer en ook in het totaalklassement van het omnium. Die gouden medaille voor het omnium zou hij 7 maanden later nog eens overdoen op het Europees kampioenschap voor Junioren.
Ook op de weg mocht De Vylder bij de Oost-Vlaamse kampioenschappen opnieuw het podium op. Hij haalde de tweede plaats in de tijdrit. Enkele maanden later bewees hij niet enkel een goede sprinter te zijn, maar won ook het bergklassement in de Ronde van Nedersaksen.

### Beloften (19-21)
Met grote trom werd de Europese kampioen Omnium binnengehaald door het Vandervurst Cycling Team. De jonge renner ging als eerste jaars belofte voor het eerst de degens kruisen met de profs en begon het jaar sterk met een derde plaats in de scratch. De jonge belofte moest enkel de duimen leggen voor die andere belofte Otto Vergaerde en de ervaren pistier Iljo Keisse. Mede door een blessure na een zware val koos De Vylder er voor om zich gedurende drie jaar volop te focussen op zijn studies aan de Hogeschool Gent.
Ondanks de focus op de studies versierde de jongeling toch een transfer naar het belofte team van EFC-Etixx en mocht hij voor het eerst ervaring opdoen in de Gentse zesdaagse aan de zijde van de Spanjaard David Muntaner. In zijn eerste seizoen bij zijn nieuwe ploeg kende De Vylder omwille van de revalidatie en de zware combinatie met studies nog weinig successen. Maar dat veranderde in zijn tweede seizoen onder leiding van EFC-Etixx. De toenmalig derdejaarsbelofte maakte furore over de grens. De Vylder behaalde eerst het podium in de derde etappe Circuit de Saône-et-Loire (Bourgogne, Frankrijk), en bewees zijn waarde in Essor Breton(Bretagne, Frankrijk). De Belg haalde de derde plaats tijdens de eerste etappe, en won zelfs de vierde etappe. Uiteindelijk zou de renner vierde worden in het totaalklassement en winnaar van het puntenklassement. Terug in België bewees De Vylder zijn goede vorm met etappewinst in de tweede rit van de ronde van Oost-Vlaanderen, en een derde plaats in de derde etappe.
Ook op de piste was De Vylder opnieuw van de partij in de prestigieuze Zesdaagse van Gent. De jonge Belg deed meer ervaring op aan de zijde van Leif Lampater en eindigde uiteindelijk vijfde. De zesdaagse werd gewonnen door Bradley Wiggins en Mark Cavendish. Verdere podiumplaatsen gingen naar Kenny De Ketele & Moreno De Pauw (2) en Iljo Keisse & Elia Viviani.

## Carrière

### Sport-Vlaanderen Baloise
Hoewel de Vylder nog steeds 2 jaar lang belofte was, tekende de renner zijn eerste profcontract op 1 januari 2017 bij Sport-Vlaanderen Baloise. Met de studies achter de rug, gooide de Laarnenaar de volle focus op het wielrennen. De Vylder haalde met Jochen Deweer zilver op het Belgisch kampioenschap ploegkoers. In het individuele klassement won hij brons in het Omnium. Op 18 februari 2017 behaalde De Vylder zilver in de wereldbekerwedstrijd Omnium in Colombia. Nog datzelfde jaar behaalde hij in de internationale trackmeeting in Gent goud op de individuele puntenkoers en brons in de ploegkoers, een eerste succesvolle samenwerking met een ander opkomend talent Robbe Ghys. Het duo De Vylder - Ghys werd later dat jaar Europees Kampioen bij de beloften in diezelfde ploegkoers (Madison) en haalde ook zilver in de ploegenachtervolging met Sasha Weemaes en Gerben Thijssen. De Vylder reed dat jaar zijn derde zesdaagse in Gent, ditmaal aan de zijde van zijn nieuwe ploegkoerspartner Robbe Ghys. De twee jongelingen werden de revelatie van het tornooi en eindigden op een verrassende vierde plaats in dezelfde ronde als duo's Wim Stroetinga - Yoeri Havik (3) en wereldkampioenen Morgan Kneisky - Benjamin Thomas (2). Aan het einde van 2017 reden de twee jongelingen nog eens samen in een ploegkoerswedstrijd in Anadia (Portugal), waar ze opnieuw het goud wonnen. De Vylder pakte in Portugal ook nog het goud in de individuele puntenkoers.
Sinds De Vylder deel uitmaakt van Sport-Vlaanderen Baloise, legt hij zich voornamelijk toe op de olympische nummers met het oog op deelname in Tokio. Naast de ploegenachtervolging wordt de renner voornamelijk uitgespeeld op het omnium. In 2019 bevestigde hij zijn goede benen in deze meerkampdiscipline door de Belgische driekleur te bemachtigen. Naast het goud op het omnium in het Belgisch Kampioenschap won hij ook goud op de scratch, en kroonde hij zich Belgisch kampioen ploegkoers aan de zijde van Moreno De Pauw, die later dat seizoen zijn carrière zou beëindigen.
Op de weg maakte De Vylder zijn debuut in Dwars door West-Vlaanderen, waar hij 160 kilometer voorop reed, maar uiteindelijk niet uitreed. In Puivelde haalde De Vylder zilver na Lawrence Naesen, broer van Oliver Naesen.

## Palmares

### Baanwielrennen
| Jaar         | BK | EK                                | WK                  | OS           | NC                                                               | Overig                                                         |
| Nieuwelingen | Nieuwelingen                                                                                          | Nieuwelingen                      | Nieuwelingen        | Nieuwelingen | Nieuwelingen                                                     | Nieuwelingen                                                   |
| ------------ | --- | --------------------------------- | ------------------- | ------------ | ---------------------------------------------------------------- | -------------------------------------------------------------- |
| 2010         | ploegenachtervolging · ploegensprint                                                                  |                                   |                     |              |                                                                  |                                                                |
| 2011         | ploegenachtervolging · omnium · achtervolging · ploegkoers · ploegensprint · 500m · sprint            |                                   |                     |              |                                                                  |                                                                |
| Junioren     | |                                   |                     |              |                                                                  |                                                                |
| 2012         | ploegkoers · Scratch · ploegenachtervolging · ploegensprint                                           |                                   |                     |              |                                                                  |                                                                |
| 2013         | omnium · 1 km · ploegenachtervolging · ploegensprint · achtervolging · puntenkoers · Scratch · sprint | omnium                            |                     |              |                                                                  |                                                                |
| Beloften     | |                                   |                     |              |                                                                  |                                                                |
| 2017         | | ploegkoers · ploegenachtervolging |                     |              |                                                                  | Troféu Anadia: puntenkoers                                     |
| Elites       | |                                   |                     |              |                                                                  |                                                                |
| 2014         | scratch                                                                                               |                                   |                     |              |                                                                  |                                                                |
| 2015         | |                                   |                     |              |                                                                  |                                                                |
| 2016         | ploegkoers                                                                                            |                                   |                     |              |                                                                  |                                                                |
| 2017         | km · ploegkoers · puntenkoers · scratch · omnium                                                      |                                   |                     |              | Cali: · omnium · Milton: · ploegkoers                            | Troféu Anadia: ploegkoers IBO Gent: puntenkoers                |
| 2018         | omnium                                                                                                |                                   |                     |              | Londen: · ploegenachtervolging                                   | IBO Gent: omnium en ploegkoers GP Brno: omnium GP Kyiv: omnium |
| 2019         | omnium · ploegkoers · scratch                                                                         |                                   |                     |              |                                                                  | Troféu Anadia: omnium                                          |
| 2020         | |                                   |                     |              |                                                                  | GP Brno: ploegkoers                                            |
| 2021         | | ploegkoers                        |                     |              |                                                                  | Coupe de France Fenioux: omnium, ploegkoers en scratch         |
| 2022         | |                                   | ploegkoers          |              |                                                                  | Dudenhofen: omnium DBCs 3-dagesløb København 6daagse Gent      |
| 2023         | omnium · ploegkoers · puntenkoers · scratch · achtervolging                                           |                                   |                     |              |                                                                  | 6daagse Gent                                                   |
| 2024         | |                                   | omnium · ploegkoers |              | Milton: · ploegkoers · ploegenachtervolging · Adelaide: · omnium | GP Brno: omnium en ploegkoers                                  |

#### Zesdaagsen
| Nr. | Jaar | Zesdaagse van | Samen met  |
| --- | ---- | ------------- | ---------- |
| 1   | 2022 | Gent          | Robbe Ghys |
| 2   | 2023 | Gent          | Robbe Ghys |

### Wegwielrennen

#### Overwinningen
2013
- Bergklassement Ronde van Nedersaksen, Junioren

2016
- Puntenklassement Ronde van Essor Breton
- 4e etappe Essor Breton
- 2e etappe Ronde van de Provincie Oost-Vlaanderen

#### Resultaten in voornaamste wedstrijden
|      | \| Jaar \| Gent-Wevelgem \| Ronde van Vlaanderen \| Parijs-Roubaix \| Luik-Bast.‑Luik \| Waalse Pijl \| Parijs-Tours \| \| ---- \| ------------- \| -------------------- \| -------------- \| --------------- \| ----------- \| ------------ \| \| 2020 \| \| \| \| opgave \| 140e \| 23e \| \| 2021 \| opgave \| opgave \| \| \| \| \| \| 2022 \| 54e \| 68e \| \| \| \| \| \| 2023 \| \| opgave \| opgave \| \| \| \| \| 2024 \| \| \| \| \| \| \| \| 2025 \| \| \| \| \| opgave \| \| |                      |                |                 |             |              |
| Jaar | Gent-Wevelgem | Ronde van Vlaanderen | Parijs-Roubaix | Luik-Bast.‑Luik | Waalse Pijl | Parijs-Tours |
| 2020 | |                      |                | opgave          | 140e        | 23e          |
| 2021 | opgave | opgave               |                |                 |             |              |
| 2022 | 54e | 68e                  |                |                 |             |              |
| 2023 | | opgave               | opgave         |                 |             |              |
| 2024 | |                      |                |                 |             |              |
| 2025 | |                      |                |                 | opgave      |              |

## Ploegen
- 2017 –  Sport Vlaanderen-Baloise
- 2018 –  Sport Vlaanderen-Baloise
- 2019 –  Sport Vlaanderen-Baloise
- 2020 –  Sport Vlaanderen-Baloise
- 2021 –  Sport Vlaanderen-Baloise
- 2022 –  Topsport Vlaanderen-Baloise
- 2023 –  Team Flanders-Baloise
- 2024 –  Team Flanders-Baloise
- 2025 –  Team Flanders-Baloise

## Trivia
- Lindsay De Vylder wordt vaak beschreven als "Lindsay Bob De Vylder". Bob maakt echter geen deel uit van Lindsay's officiële naam, maar is een bijnaam afkomstig van een jeugdstage in Spanje. Lindsay De Vylder (Bob), Jochem Rogiers (Stefano) en Christian Figorilli (Rob) namen elk een bijnaam aan. Wanneer 1 van hen de andere aansprak met de echte naam i.p.v. de bijnaam, moest die de groep trakteren.
- De Vylder werd al tweemaal Europees Kampioen, eenmaal als Junior (Omnium), eenmaal als Belofte (Madison). Bijna kwam er een tweede belofte titel bij, maar De Belgische delegatie strandde op zilver in de ploegenachtervolging.
- De Vylder won al twee rondetruien: 1 bergtrui en 1 sprinterstrui.
- De Vylder haalde al twee medailles in wereldbekermanches bij de Elite: Zilver op het omnium en goud in de Madison.
- De eerste gouden medaille op een wereldbekermanche bij de elite veroverde De Vylder in de Madison met ploegmaat Kenny De Ketele
- De Vylder pakte zijn eerste Belgische driekleur bij de elite in 2019. Hij won er meteen 3. (scratch, ploegkoers en omnium)

Allegaert · Capiot · De Gendt · De Ketele · De Pauw · De Vylder · Declercq · Deltombe · Farazijn · Lietaer · Noppe · Planckaert · Pols · Rickaert · Salomein · Sprengers · Steels · Van Gestel · Van Hecke · Van Lerberghe · Van Rooy · Wallays
Allegaert · Capiot · De Gendt · De Ketele · De Pauw · De Vylder · Declercq · Deltombe · Farazijn · Ghys · Menten · Noppe · Ed. Planckaert · Em. Planckaert · Rickaert · Sprengers · Van Gestel · Van Gompel · Van Hecke · Van Rooy · Verwilst · Warlop
Apers · Berckmoes · Bonneu · Braet · Colman · 
De Pestel · De Vylder · De Wilde · Dens · 
Fretin · Ghys · Herregodts · Hesters · Marit · Mertens · Reynders · Van Poucke · Van Rooy · Vanhoof · Verwilst · Weemaes
Apers · Berckmoes · Bonneu · Braet · Claeys · Clynhens · Colman · De Pestel · De Vylder · De Wilde · Dens · Fretin · Gerits · Hesters · Maris · Van Hemelen · Van Poucke · Vandenbranden · Vanhoof · Verwilst
Bonneu · Claeys · Clynhens · Colman · Craps · De Vylder · De Wilde · Dejaegher · Dens · Deweirdt · Gerits · Hesters · Maris · Van Hemelen · Van Poucke · Vandenbranden · Vandenstorme · Vandevelde · Vanhoof · Vercouillie